# راينر فيريرا
راينر فيريرا (17 نوفمبر 1985 بساو باولو في البرازيل - ) هو لاعب كرة قدم برازيلي في مركز الدفاع. لعب مع أضنة دمير سبور وسوون سامسونغ بلووينغز ونادي أكاديميكا كويمبرا ونادي أمريكا ونادي الوصل ونادي جوفنتودي ونادي غواراني ونادي كريسيوما وجمعية أرابيراكا الرياضية ونادي أنابوليس ‏ وSociedade Esportiva e Recreativa Juventude ‏ وAtlético Clube Paranavaí ‏ وClube Atlético Assisense ‏.

## وصلات خارجية
- راينر فيريرا على موقع اتحاد تركيا (لاعب) (الإنجليزية)
- راينر فيريرا على موقع دوري كوريا الجنوبية (الإنجليزية)
- راينر فيريرا على موقع قاعدة بيانات كرة القدم.إي يو (الإنجليزية)
- راينر فيريرا على موقع Soccerway.com (الإنجليزية)
- راينر فيريرا على موقع عالم كرة القدم.نت (الإنجليزية)
- راينر فيريرا على موقع AS.com (الإسبانية)